# Раџарат Гопалпур
Раџарат Гопалпур је град у Индији у држави Западни Бенгал. Према незваничним резултатима пописа 2011. у граду је живело 404.991 становника.

## Становништво
Према незваничним резултатима пописа, у граду је 2011. живело 404.991 становника.
| 1991.   | 2001.   | 2011.   |
| ------- | ------- | ------- |
| 159.965 | 271.811 | 404.991 |